# The Warning (Queensrÿche)
The Warning è il primo album in studio del gruppo musicale statunitense Queensrÿche, pubblicato il 7 settembre 1984 dalla EMI.

## Tracce
1. Warning (Tate, Wilton) – 4:46
2. En Force (DeGarmo) – 5:16
3. Deliverance  (Wilton) – 3:21
4. No Sanctuary (DeGarmo, Tate) – 6:05
5. NM 156 (DeGarmo, Tate, Wilton) – 4:38
6. Take Hold of the Flame (DeGarmo, Tate) – 4:57
7. Before the Storm (Tate, Wilton) – 5:13
8. Child of Fire (Tate, Wilton) – 4:34
9. Roads to Madness (DeGarmo, Tate, Wilton) – 9:40

### Riedizione 2003 (tracce bonus)
1. Prophecy (DeGarmo, Tate) - 4:00
2. The Lady Wore Black (Live at The Astoria Theatre, London, UK on 20 October 1994) – 5:23
3. Take Hold of the Flame (Live at Madison & LaCrosse, WI between 10 and 12 May 1991) – 5:06

## Formazione
- Geoff Tate - voce
- Chris DeGarmo - chitarra, seconde voci
- Eddie Jackson - basso, seconde voci
- Michael Wilton - chitarra, seconde voci
- Scott Rockenfield - batteria, percussioni, tastiere

## Classifiche
| Classifica (1984) | Posizione massima |
| ----------------- | ----------------- |
| Regno Unito       | 100               |
| Stati Uniti       | 61                |
| Svezia            | 42                |